# Tragail, Špatrjan
Tragail je naselje v Občini Špatrjan v Okraju Beljak-dežela na Koroškem v Avstriji.